# Borečnice
Borečnice (německy Boreschnitz) jsou malá vesnice, část obce Čížová v okrese Písek v Jihočeském kraji. Leží asi sedm kilometrů severně od Písku. Nachází se u silnice spojující další části Čížové, Topělec a Zlivice. Má jeden kravín, jednu hospodu a také rybník. Z něho vytéká potok, který se vlévá do nedaleké Otavy. Nedaleko Borečnice se nachází také rekreační chatová oblast, kam jezdí mnoho obyvatel Písku.

## Historie
První písemná zmínka o vesnici pochází z roku 1354, archeologické nálezy ale svědčí o dřívějším osídlení. Jméno vsi se odvozuje od osobního jména Boreš, nebo od polohy místa, ležícího mezi borovými lesy. Až do první republiky se jméno vsi psalo jako Borešnice.
Dne 14. března 1405 tehdejší majitel vsi Mikuláš řečený Volyňský postoupil Borečnici špitálu v Písku, který byl založen křižovníky s červenou hvězdou. V té době patřila k Borečnici ves Skrejšov se třemi hospodáři a zájezdní hospodou. Roku 1547 po odporu českých stavů proti Ferdinandovi I. byla vesnice prodána Adamu Řepnickému ze Sudoměře a v roce 1553 ji zdědily jeho dcery. Roku 1560 koupil ves Jan starší Deym ze Stříteže a začlenil ji do tzv. čížovského statku. V roce 1726 koupila Čížovou s vesnicemi Antonie Josefa Černínová z Chudenic, roku 1753 přešel tento majetek sňatkem na Augusta Antona Lobkovice, a v roce 1932 na Ludmilu Lichtensteinovou, rozenou Lobkovicovou, které zůstal do roku 1948.
Ve vsi byl původně zavěšen zvon v lomenici místní hospody, později byl umístěn na dřevěný sloup. V roce 1855 pak byla pro zvon postavena kaplička zasvěcená Neposkvrněnému početí Panny Marie.
V roce 1902 byla založena obecní knihovna.
V roce 1930 bylo v Borečnici 7 živností: 2 mlynářské, 1 hostinec, 1 letní restaurace, 1 prodej lahvového piva, 1 prodej tabáku, 1 hokynářství.
Na podzim roku 1924 se zde ustavil místní sbor dobrovolných hasičů.

## Přírodní poměry
Severně od obce se v lesích na břehu řeky Otavy nachází přírodní rezervace Žlíbky.

## Obyvatelstvo
| Rok            | 1869 | 1880 | 1890 | 1900 | 1910 | 1921 | 1930 | 1950 | 1961 | 1970 | 1980 | 1991 | 2001 | 2011 | 2021 |
| -------------- | ---- | ---- | ---- | ---- | ---- | ---- | ---- | ---- | ---- | ---- | ---- | ---- | ---- | ---- | ---- |
| Počet obyvatel | 189  | 210  | 206  | 192  | 165  | 173  | 141  | 85   | 65   | 50   | 45   | 30   | 21   | 53   | 57   |
| Počet domů     | 25   | 27   | 27   | 29   | 30   | 30   | 31   | 70   | 23   | 21   | 18   | 14   | 26   | 36   | 28   |

## Obecní správa
Při sčítání lidu v letech 1850–1870 Borečnice byly osadou obce Nová Ves v okrese Písek. V letech 1871–1959 byly samostatnou obcí v okrese Písek. Od roku 1960 jsou částí obce Čížová v okrese Písek.

## Pamětihodnosti
- Kaple ve vesnici je zasvěcená Panně Marii. Byla postavena v letech 1851–1852.[8]
- Na kapli Panny Marie se nachází pamětní deska padlým v první světové válce.
- Kaple Panny Marie Lurdské se nachází nedaleko od vesnice na břehu řeky Otavy v místech, kde býval Tlučkův mlýn. Byla postavena z lámaného kamene nad mlýnem a po vzoru poutní kaple v Lurdech na žádost babičky místního mlynáře Kubrichta. Byla vysvěcena 1871 za účasti lidu z okolí. V kapli byla dřevěná socha Panny Marie, která byla později věnována do kaple do Borečnice, odkud byla posléze ukradena.[8]
- Kříž z roku 1881 se nachází přímo ve vesnici. Nápis na kříži : Bože, žehnej tomuto kraji.[9]
- Kovový kříž na vysokém kamenném podstavci z roku 1862 se nachází u silnice vedoucí do vesnice směrem od Zlivice – Čížové.[9]
- U domu čp. 2 se nachází výklenek v ohradní zdi pro sochu Panny Marie.[8]

## Zajímavosti
- V roce 1928 si jako první vystavěl nad Smetiprachem dřevěnou chatu malíř J. M. Gottlieb, šéf výpravy Národního divadla.

## Galerie

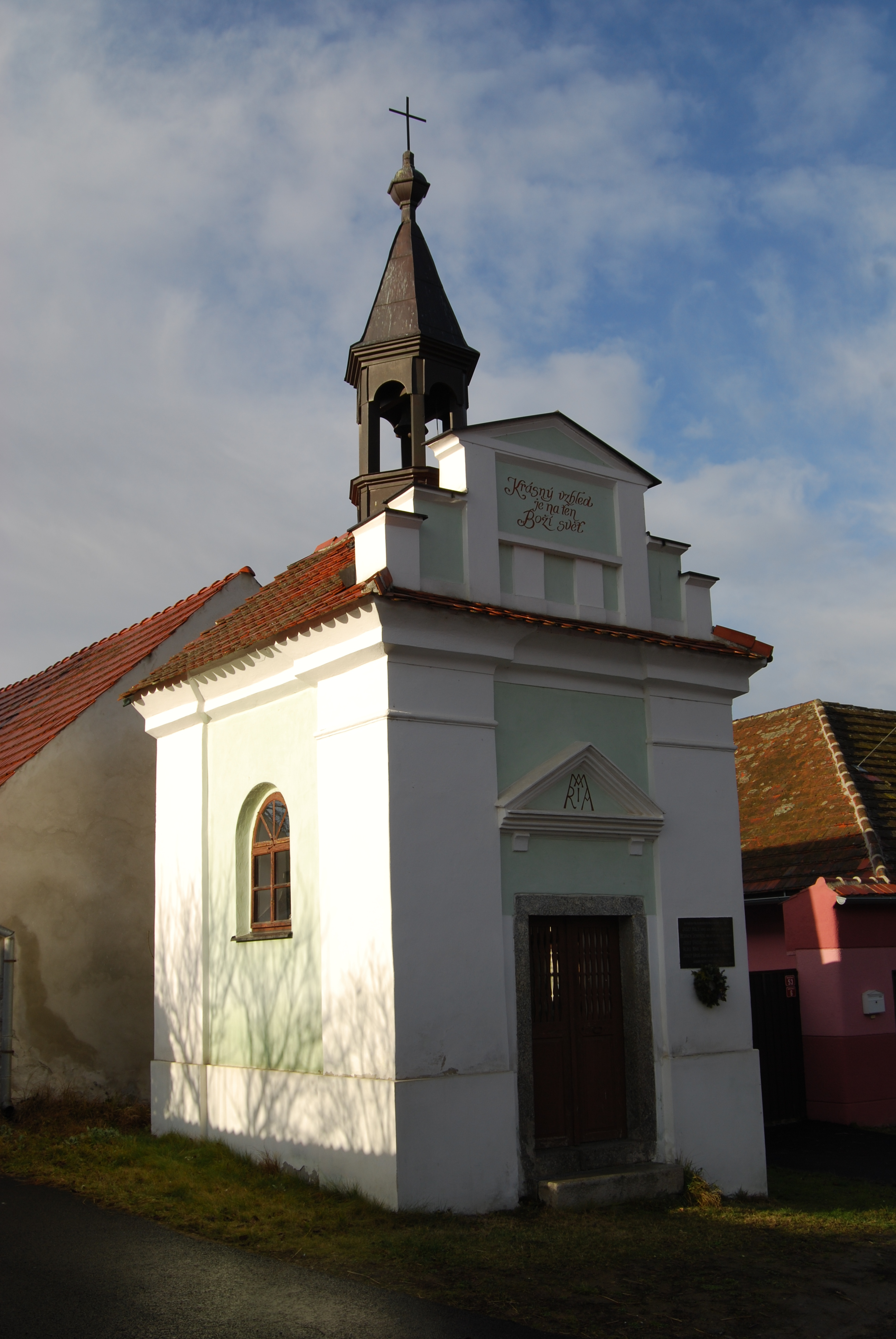
Kaple Panny Marie ve vsi
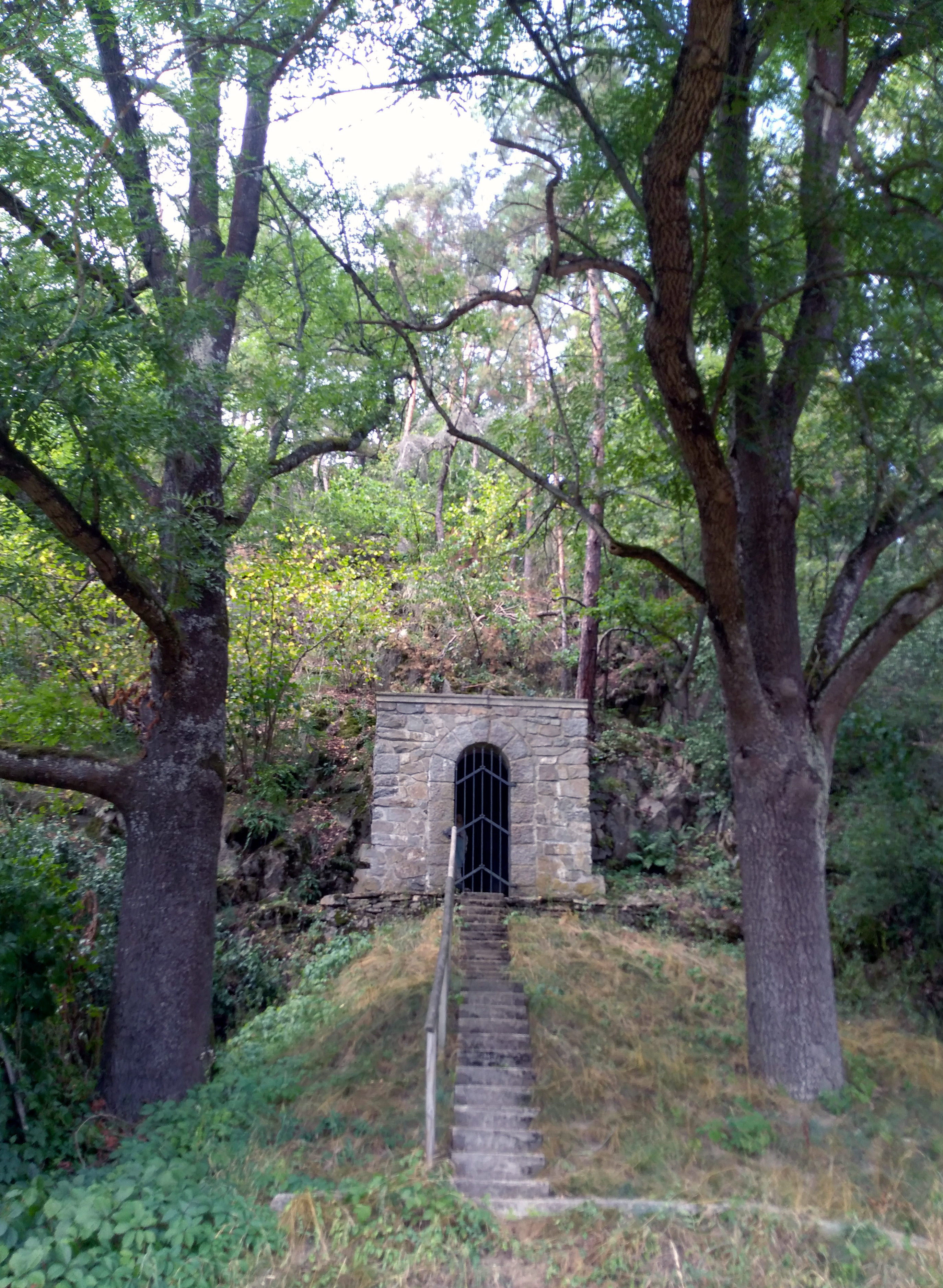
Kaple Panny Marie Lurdské u bývalého Tlučkova mlýna
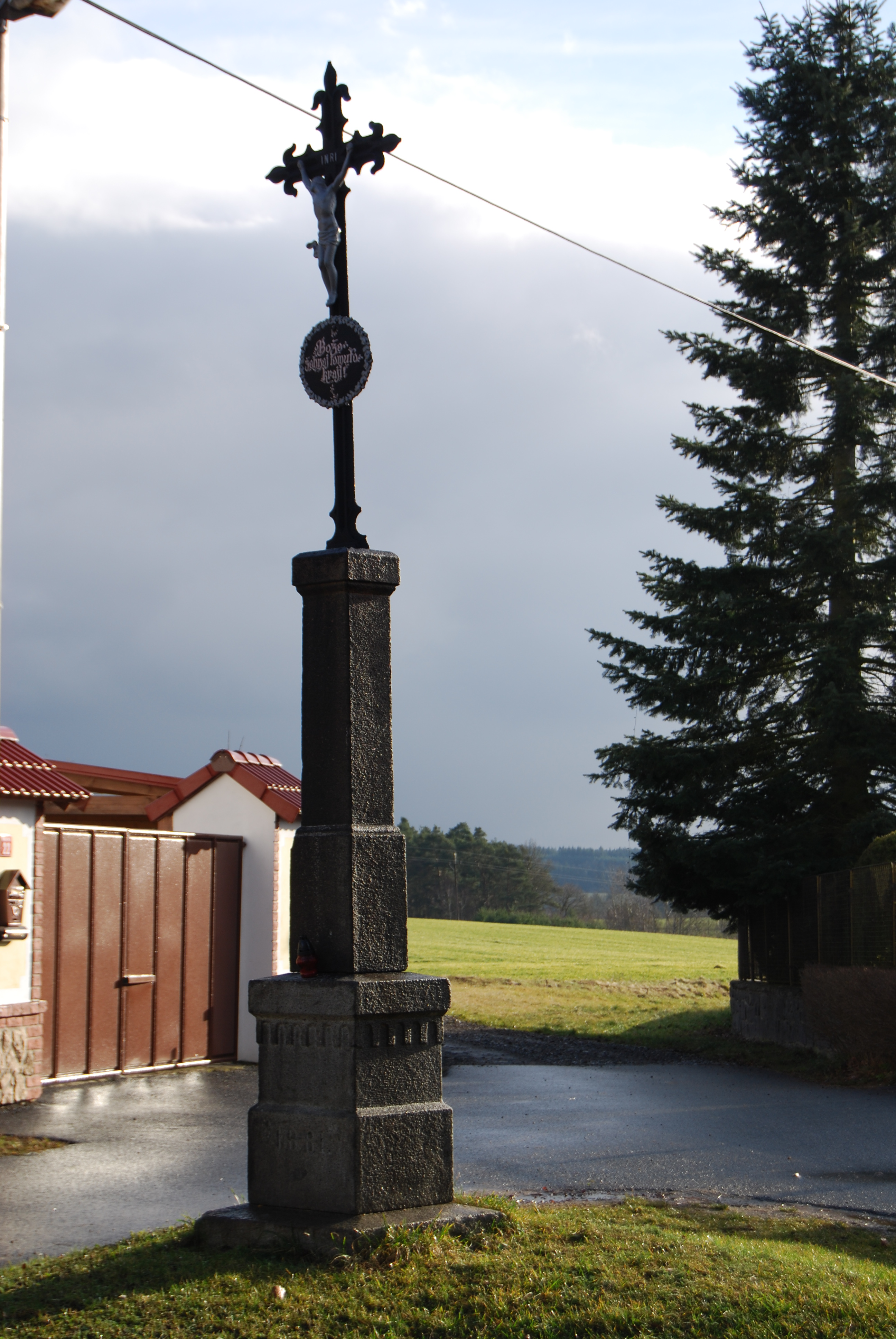
Kříž ve vesnici
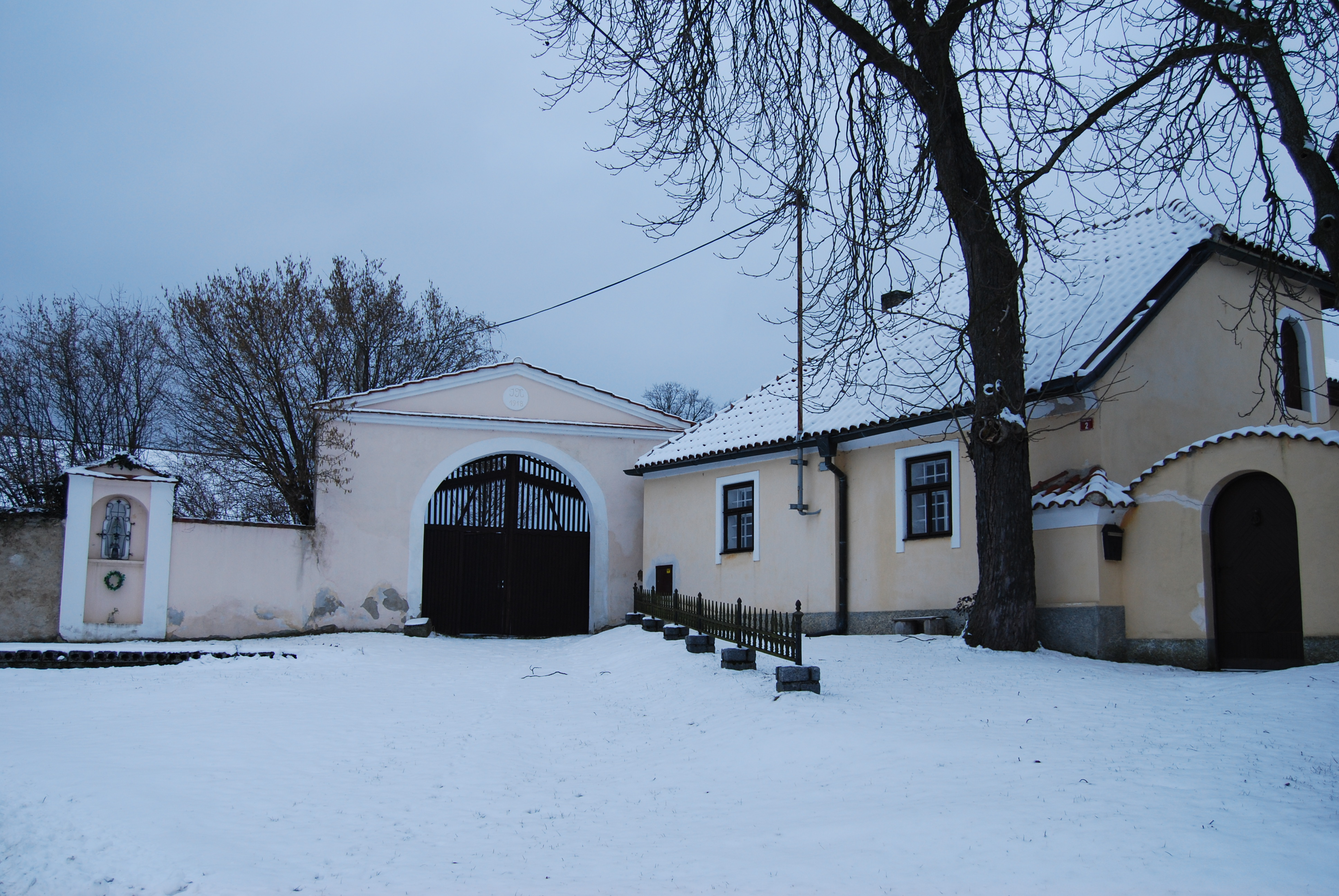
Dům čp. 2 a výklenek pro sochu Panny Marie